# Aleksandar Aleksiev
Aleksandar Aleksiev (...) è un attore bulgaro.

## Filmografia

### Film
- Pesticide, regia di Pat Cerrato (2008)
- I Spit on Your Grave 2, regia di Steven R. Monroe (2013)
- Jack Ryan - L'iniziazione (Jack Ryan: Shadow Recruit), regia di Kenneth Branagh (2014)

### Serie televisive
- Le dernier seigneur des Balkans (2005)
- Ambassadors (2013)

### Cortometraggi
- Innocent Sinner (2011)
- The Paraffin Prince (2012)
- Frank's Inertia (2013)
- Pride (2013)
- Amber (2014)